# 光纤陀螺仪
光纤陀螺仪（FOG）可以感受方向的变化，因此可以实现传统机械陀螺仪的功能。FOG最早由Vali与Shortill于1976年提出。光纤陀螺仪提供了非常精确的转动信息，它对轴间振动，加速度与冲击不敏感，相比传统的惯性自旋陀螺仪，FOG没有运动部件就能測定轉動狀態，不依赖于运动惯性，表现可靠，因此FOG被用于高性能航天航空应用中。
光纤陀螺仪的功能实现是基于光通过长达5千米的光纤线圈后的干涉。两束激光从同一光纤的两端同时射入光纤中。由于光的速度是固定的，在存在转动的情况下，其中的一束光的光程要比另一束光的光程要略短，使两束光间存在相位差，该相位差可以通过干涉仪测得（塞格尼克效应）。这样，就可以把角速度的分量转换成可以通过光电探测器测得的干涉模式的变化。1970年代半导体激光器的发展和低损单模光纤的发展促使人们可以应用塞格尼克效应。对半导体激光器发出的激光进行分束，得到的两束光射入光纤线圈分别以顺时针和逆时针进行传播。塞格尼克效应的强度取决于封闭光路的有效截面。